# 百旺港大站
百旺港大站是一个属于深圳地铁13号线的地铁车站，位于中华人民共和国广东省深圳市南山区沙河西路与丽康路交叉口西侧。本站预计将于2025年随深圳地铁13号线正式启用。

## 车站结构
本站为地下二层岛式车站。

### 车站楼层
| 地面              | -    | 出入口 |   |  |
| 地下一层          | 站厅 | 售票机、客务中心、车站控制室 |   |  |
| 地下二层          | 月台 | \| \| 2 \| 13號線往深圳湾口岸（留仙洞） \| \| \| \| 島式 · 開左邊车门 \| \| \| \| \| \| \| \| 13號線往上屋（应人石） \| 1 \| \| |   |  |
|                   | 2    | 13號線往深圳湾口岸（留仙洞） |   |  |
| 島式 · 開左邊车门 |      | |   |  |
|                   |      | 13號線往上屋（应人石） | 1 |  |

## 历史
- 2017年7月26日，深圳市地铁集团有限公司发布《深圳市城市轨道交通13号线工程环境影响报告书》，其中包含本站，工程名为白芒站[2]。
- 2019年8月21日，本站第一阶段交通疏解（含路灯改迁及恢复工程）验收通过[3]。
- 2019年9月29日，本站深基坑开挖条件验收顺利通过[4]。
- 2020年10月26日，本站主体土方开挖全部完成[1]。
- 2022年4月22日，深圳市规划和自然资源局发布《关于〈深圳市轨道四期相关线路站名规划〉批准方案的公告》，本站由工程名“白芒站”更名为正式站名“百旺港大站”[5]。